# Принц Растко
Принц Растко је дечији роман српског књижевника Милована Витезовића, прво издат као драма, да би касније био прерађен у дечији роман, заснован на животу Растка Немањића. Прво издање као драме је из 1994. године, док је прво издање као роман из 2003. године у тиражу од 1000 примерака за издавачку кућу Букленд у едицији Библиотека Хит. Поред овога књижевник је приредио и дело Свети Сава у руском царском летопису.

## Издања
Као драмско дело
- Принц Растко - монах Сава (1994, Ризница Светог Саве)
- Принц Растко монах Сава (2001, Позориште Бошко Буха, Чигоја)
- Изабране драме (2015, Завод за уџбенике и наставна средства)
- Принц Растко (2024, Пчелица)

Као дечији роман
- Принц Растко (2003, Букленд)
- Принц Растко (2003, Завод за уџбенике Српско Сарајево)
- Принц Растко (2009 и 2015, Завод за уџбенике)[4]

## Радња
Роман говори о детињству принца Растка Немањића, трећег и најмлађег сина жупана Стефана Немање, као и његов животни пут до монаха и на крају реформатора и архиепископа Светог Саве.